# بفلوفيا لوثرية
بفلوفيا لوثرية (الاسم العلمي: Pavlova lutheri) هي نوع من الأسناخ الصبغية يتبع جنس البفلوفيا من الفصيلة البفلوفية.